# The Outhere Brothers
The Outhere Brothers est un duo hip-house américain originaire de Chicago et se compose du parolier Keith « Malik » Simpkins et du producteur Lamar « Hula » Mahone. 
En 1994, ils obtiennent un énorme succès aux États-Unis avec le titre Don't stop (wiggle wiggle), et en France avec Boom boom boom (3e au Top 50), titre aux sonorités dance accompagnées de couplets rap. Ces deux titres sont extraits de l'album 1 polish, 2 biscuits and a fish sandwich.

## Discographie

### Albums
- 1994 : 1 Polish, 2 Biscuits & a Fish Sandwich - #56 UK
- 1995 : The Party Album - #41 UK
- 1998 : The Other Side[1]

### Compilations
- 2003 : The Fucking Hits
- 2004 : Dance History

### Singles
- 1994 : Fuk U in the Ass
- 1994 : Pass the Toilet Paper
- 1995 : Don't Stop (Wiggle Wiggle) - #1 UK, #5 AUS, #22 U.S. Dance, #2 Belium (Flanders), #3 NL]
- 1995 : Boom Boom Boom - #1 UK, #2 AUS, #65 U.S., #31 U.S. Dance, #26 U.S. Rhythmic, #1 GER, #2 SWE, #3 France, #4 CH, #7 AT, #22 NL]
- 1995 : La La La Hey Hey - #7 UK, #42 AUS
- 1995 : La De De Da De De (We Like to Party)
- 1996 : Gimme My S#@!
- 1997 : Let Me Hear You Say 'Ole Ole' - #18 UK
- 1998 : Pass the Toilet Paper '98
- 1998 : Ae-Ah
- 1999 : La De Da De Da De (We Like to Party)
- 2007 : Shake It
- 2008 : Enjoy
- 2010 : Eat Me
- 2010 : Earthers got Bak[1]

### Featurings
- 1995 : If You Wanna Party (Molella featuring The Outhere Brothers) #9 UK[1]